# Smile from the Streets You Hold
Smile from the Streets You Hold is het tweede lofi soloalbum van Red Hot Chili Peppers-gitarist John Frusciante. Het album kwam uit in 1997, de periode dat John niet meer bij RHCP zat en het zwaar bergaf ging met hem. Frusciante maakte het album enkel en alleen om geld te verdienen om drugs te kopen. Om die reden werd het album later ook door Frusciante uit de rekken gehaald. John Frusciante vond het niet fijn als het zeer persoonlijk album voor het publiek was. In 2004 verklaarde Frusciante op zijn website dat hij het album in de toekomst opnieuw beschikbaar zou maken voor het publiek. Dit is tot op heden echter nog niet gebeurd.
John Frusciante beweert dat hij de titelsong heeft opgenomen toen hij in contact was met geesten, vandaar dat hij aan het eind van het nummer gaat huilen. Dit is een van de redenen dat hij het album uit de handel heeft gehaald.

## Track Listing
1. "Enter a Uh" – 8:06
2. "The Other" – 1:34
3. "Life's a Bath" – 1:18
4. "A Fall Thru the Ground" – 2:24
5. "Poppy Man" – 1:21
6. "I May Again Know John" – 8:48
7. "I'm Always" – 2:33
8. "Nigger Song" – 1:25
9. "Femininity" – 2:35
10. "Breathe" – 6:21
11. "More" – 2:07
12. "For Air" – 3:55
13. "Height Down" – 4:00
14. "Well, I've Been" – 3:06
15. "Smile from the Streets You Hold" – 5:09
16. "I Can't See Until I See Your Eyes" – 1:30
17. "Estress" – 2:17